# Llista de topònims de Bàscara
Llista de topònims (noms propis de lloc) del municipi de Bàscara, a l'Alt Empordà
Informació actualitzada per un bot. Els canvis manuals es perdran quan s'actualitzi!

## casa
| imatge | Nom                              | Ubicat a | instància de | Detalls                                                         | coordenades                                                                                         | Protecció                                  | Commons (més fotos)                        | Dades a WD                    |
| ------ | -------------------------------- | -------- | ------------ | --------------------------------------------------------------- | --------------------------------------------------------------------------------------------------- | ------------------------------------------ | ------------------------------------------ | ----------------------------- |
|        | Cal Gat                          | Bàscara  | casa         | Estil: arquitectura popular                                     | 42° 09′ 36″ N, 2° 54′ 36″ E / 42.16°N,2.9099°E 67 msnm                                              | bé integrant del patrimoni cultural català | Cal Gat (Bàscara)                          | Modifica les dades a Wikidata |
|        | Cal Notari                       | Bàscara  | casa         | Estil: arquitectura popular                                     | 42° 09′ 37″ N, 2° 54′ 40″ E / 42.1602°N,2.911°E 64 msnm                                             | bé integrant del patrimoni cultural català | Cal Notari (Bàscara)                       | Modifica les dades a Wikidata |
|        | Can Gustà                        | Bàscara  | casa         | Estil: arquitectura popular                                     | 42° 09′ 28″ N, 2° 54′ 38″ E / 42.1578°N,2.91056°E ca:Carrer Girona, 24 (N-II)                       | bé integrant del patrimoni cultural català | Can Gustà                                  | Modifica les dades a Wikidata |
|        | Can Malloles                     | Bàscara  | casa         | Estil: arquitectura popular                                     | 42° 09′ 36″ N, 2° 54′ 37″ E / 42.1599°N,2.91039°E ca:Plaça Major, 5 65 msnm                         | bé integrant del patrimoni cultural català | Can Malloles                               | Modifica les dades a Wikidata |
|        | Can Sala                         | Bàscara  | casa         | Estil: arquitectura popular                                     | 42° 09′ 34″ N, 2° 54′ 35″ E / 42.1595°N,2.90975°E 67 msnm                                           | bé integrant del patrimoni cultural català | Can Sala (Bàscara)                         | Modifica les dades a Wikidata |
|        | Can Vidalic (Bàscara)            | Bàscara  | casa         | Estil: arquitectura gòtica arquitectura popular 1473            | 42° 09′ 34″ N, 2° 54′ 38″ E / 42.1595°N,2.91066°E ca:Pl. Major, 1 ca:Pl. del Pessebre, 2 66 msnm    | bé integrant del patrimoni cultural català | Can Vidalic                                | Modifica les dades a Wikidata |
|        | Can Vila                         | Bàscara  | casa         | Estil: arquitectura popular                                     | 42° 09′ 37″ N, 2° 54′ 36″ E / 42.1604°N,2.91005°E 66 msnm                                           | bé integrant del patrimoni cultural català | Can Vila (Bàscara)                         | Modifica les dades a Wikidata |
|        | Can Volta                        | Calabuig | casa         | Estil: arquitectura popular                                     | 42° 09′ 08″ N, 2° 55′ 33″ E / 42.1521°N,2.92571°E                                                   | bé integrant del patrimoni cultural català |                                            | Modifica les dades a Wikidata |
|        | Casa a l'avinguda Alt Empordà, 1 | Bàscara  | casa         | Estil: arquitectura popular 20th century                        | 42° 09′ 26″ N, 2° 54′ 46″ E / 42.157138°N,2.912796°E ca:Av. Alt Empordà, 1 67 msnm                  | bé integrant del patrimoni cultural català | Casa a l'avinguda Alt Empordà, 1 (Bàscara) | Modifica les dades a Wikidata |
|        | Casa a l'avinguda Alt Empordà, 5 | Bàscara  | casa         | Estil: arquitectura popular 20th century                        | 42° 09′ 26″ N, 2° 54′ 42″ E / 42.157316°N,2.911741°E ca:Av. Alt Empordà, 5 - c. Ample 67 msnm       | bé integrant del patrimoni cultural català | Casa a l'avinguda Alt Empordà, 5 (Bàscara) | Modifica les dades a Wikidata |
|        | casa al carrer Gispert, 12       | Bàscara  | casa         | Estil: arquitectura popular 18th century                        | 42° 09′ 35″ N, 2° 54′ 36″ E / 42.159602°N,2.909971°E ca:C. Gispert, 12 - c. Parets, 4 66 msnm       | bé integrant del patrimoni cultural català | Casa al carrer Gispert, 12 (Bàscara)       | Modifica les dades a Wikidata |
|        | casa al carrer Major, 12         | Bàscara  | casa         | Estil: arquitectura eclèctica arquitectura popular 19th century | 42° 09′ 37″ N, 2° 54′ 37″ E / 42.160341°N,2.910405°E ca:Carrer Major, 12 64 msnm                    | bé integrant del patrimoni cultural català | Casa al carrer Major, 12 (Bàscara)         | Modifica les dades a Wikidata |
|        | casa al carrer Major, 17         | Bàscara  | casa         | Estil: arquitectura popular 18th century                        | 42° 09′ 36″ N, 2° 54′ 38″ E / 42.159913°N,2.910503°E ca:Carrer Major, 17 65 msnm                    | bé integrant del patrimoni cultural català | Casa al carrer Major, 17 (Bàscara)         | Modifica les dades a Wikidata |
|        | casa al carrer Ponent, 1         | Orriols  | casa         | Estil: arquitectura popular 16th century                        | 42° 07′ 28″ N, 2° 54′ 23″ E / 42.124492°N,2.906415°E ca:C. Ponent, 1                                | bé integrant del patrimoni cultural català |                                            | Modifica les dades a Wikidata |
|        | casa al carrer Ponent, 3         | Orriols  | casa         |                                                                 | 42° 07′ 29″ N, 2° 54′ 23″ E / 42.124618°N,2.90642°E                                                 | bé integrant del patrimoni cultural català |                                            | Modifica les dades a Wikidata |
|        | casa al carrer Sant Sebastià, 1  | Bàscara  | casa         | Estil: arquitectura popular 19th century                        | 42° 09′ 35″ N, 2° 54′ 33″ E / 42.159678°N,2.909153°E ca:C. Sant Sebastià, 1 - c. Parets, 16 66 msnm | bé integrant del patrimoni cultural català | Casa al carrer Sant Sebastià, 1 (Bàscara)  | Modifica les dades a Wikidata |
|        | casa al carrer de l'Església, 1  | Bàscara  | casa         | Estil: arquitectura popular                                     | 42° 07′ 28″ N, 2° 54′ 24″ E / 42.12447°N,2.906584°E                                                 | bé integrant del patrimoni cultural català |                                            | Modifica les dades a Wikidata |

## castell
| imatge | Nom                 | Ubicat a | instància de     | Detalls                             | coordenades                                                                                              | Protecció                                            | Commons (més fotos) | Dades a WD                    |
| ------ | ------------------- | -------- | ---------------- | ----------------------------------- | --- | ---------------------------------------------------- | ------------------- | ----------------------------- |
|        | Castell d'Orriols   | Bàscara  | castell monument | Estil: arquitectura del Renaixement | 42° 07′ 30″ N, 2° 54′ 25″ E / 42.125°N,2.90694°E ca:Orriols, Carrer del castell, 2                       | bé d'interès cultural bé cultural d'interès nacional | Castell d'Orriols   | Modifica les dades a Wikidata |
|        | Castell de Bàscara  | Bàscara  | castell monument | Estil: arquitectura popular         | 42° 09′ 36″ N, 2° 54′ 33″ E / 42.16°N,2.90907°E ca:Carrer de Sant Sebastià / Plaça de l'Església 66 msnm | bé d'interès cultural bé cultural d'interès nacional | Castell de Bàscara  | Modifica les dades a Wikidata |
|        | Castell de Calabuig | Bàscara  | castell          | Estil: arquitectura popular         | 42° 09′ 07″ N, 2° 55′ 30″ E / 42.152°N,2.92513°E ca:Calabuig                                             | bé cultural d'interès nacional                       | Castell de Calabuig | Modifica les dades a Wikidata |

## cementiri
| imatge | Nom                  | Ubicat a | instància de | Detalls                     | coordenades                                                         | Protecció                                  | Commons (més fotos) | Dades a WD                    |
| ------ | -------------------- | -------- | ------------ | --------------------------- | ------------------------------------------------------------------- | ------------------------------------------ | ------------------- | ----------------------------- |
|        | cementiri d'Orriols  | Bàscara  | cementiri    |                             | 42° 07′ 21″ N, 2° 54′ 45″ E / 42.1225620942469°N,2.91254379388283°E |                                            |                     | Modifica les dades a Wikidata |
|        | cementiri de Bàscara | Bàscara  | cementiri    | Estil: arquitectura popular | 42° 09′ 25″ N, 2° 55′ 13″ E / 42.157074°N,2.920251°E                | bé integrant del patrimoni cultural català |                     | Modifica les dades a Wikidata |

## edifici
| imatge | Nom                               | Ubicat a | instància de | Detalls                                  | coordenades                                                                         | Protecció                                  | Commons (més fotos)          | Dades a WD                    |
| ------ | --------------------------------- | -------- | ------------ | ---------------------------------------- | ----------------------------------------------------------------------------------- | ------------------------------------------ | ---------------------------- | ----------------------------- |
|        | Central Hidroelèctrica de Bàscara | Bàscara  | edifici      | Estil: arquitectura popular              | 42° 09′ 39″ N, 2° 55′ 47″ E / 42.160769°N,2.929855°E                                | bé integrant del patrimoni cultural català |                              | Modifica les dades a Wikidata |
|        | Escoles municipals                | Bàscara  | edifici      | Estil: arquitectura popular 20th century | 42° 09′ 26″ N, 2° 54′ 34″ E / 42.157183°N,2.909347°E ca:Av. Alt Empordà, 26 68 msnm | bé integrant del patrimoni cultural català | Escoles municipals (Bàscara) | Modifica les dades a Wikidata |

## edifici històric
| imatge | Nom                     | Ubicat a | instància de             | Detalls | coordenades                                                         | Protecció | Commons (més fotos) | Dades a WD                    |
| ------ | ----------------------- | -------- | ------------------------ | ------- | ------------------------------------------------------------------- | --------- | ------------------- | ----------------------------- |
|        | Portal de França        | Bàscara  | edifici històric         |         | 42° 09′ 37″ N, 2° 54′ 40″ E / 42.1603880391279°N,2.91108752582685°E |           |                     | Modifica les dades a Wikidata |
|        | Sant Miquel de Terrades | Bàscara  | edifici històric capella |         | 42° 08′ 18″ N, 2° 55′ 08″ E / 42.1382889°N,2.9188575°E              |           |                     | Modifica les dades a Wikidata |

## entitat singular de població
| imatge | Nom        | Ubicat a | instància de                                                                   | Detalls | coordenades                                                                                                  | Protecció | Commons (més fotos) | Dades a WD                    |
| ------ | ---------- | -------- | ------------------------------------------------------------------------------ | ------- | --- | --------- | ------------------- | ----------------------------- |
|        | Bàscara    | Bàscara  | entitat singular de població ens local històric de Catalunya capital municipal | 643 hab | 42° 09′ 36″ N, 2° 54′ 37″ E / 42.15998°N,2.91028°E 67 msnm                                                   |           |                     | Modifica les dades a Wikidata |
|        | Calabuig   | Bàscara  | entitat singular de població ens local històric de Catalunya                   | 88 hab  | 42° 09′ 07″ N, 2° 55′ 30″ E / 42.152024°N,2.925014°E 125 msnm                                                |           | Calabuig (Bàscara)  | Modifica les dades a Wikidata |
|        | Orriols    | Bàscara  | entitat singular de població ens local històric de Catalunya                   | 164 hab | 42° 07′ 28″ N, 2° 54′ 22″ E / 42.12432778°N,2.90605278°E ca:Ctra. GI-623, entre la N-II i Llampaies 146 msnm |           | Orriols (Bàscara)   | Modifica les dades a Wikidata |
|        | les Roques | Bàscara  | entitat singular de població                                                   | 160 hab | 42° 08′ 58″ N, 2° 55′ 46″ E / 42.149388888889°N,2.9293611111111°E 86 msnm                                    |           |                     | Modifica les dades a Wikidata |

## església
| imatge | Nom                   | Ubicat a | instància de | Detalls                     | coordenades                                                                          | Protecció                                  | Commons (més fotos)                    | Dades a WD                    |
| ------ | --------------------- | -------- | ------------ | --------------------------- | ------------------------------------------------------------------------------------ | ------------------------------------------ | -------------------------------------- | ----------------------------- |
|        | Sant Feliu            | Bàscara  | església     | Estil: arquitectura popular | 42° 09′ 07″ N, 2° 55′ 28″ E / 42.152°N,2.92456°E                                     | bé integrant del patrimoni cultural català | Sant Feliu de Calabuig                 | Modifica les dades a Wikidata |
|        | Sant Genís d'Orriols  | Bàscara  | església     |                             | 42° 07′ 28″ N, 2° 54′ 25″ E / 42.1244°N,2.9069°E                                     | bé integrant del patrimoni cultural català | Sant Genís d'Orriols                   | Modifica les dades a Wikidata |
|        | Sant Iscle de Bàscara | Bàscara  | església     |                             | 42° 09′ 38″ N, 2° 54′ 36″ E / 42.1606°N,2.91011°E                                    | bé integrant del patrimoni cultural català | Sant Iscle i Santa Victòria de Bàscara | Modifica les dades a Wikidata |
|        | capella del Mas Soler | Calabuig | església     | Estil: arquitectura popular | 42° 08′ 21″ N, 2° 55′ 34″ E / 42.139272°N,2.926239°E ca:Camí de Sant Nicolau 87 msnm | bé integrant del patrimoni cultural català | Capella del Mas Soler                  | Modifica les dades a Wikidata |

## granja
| imatge | Nom                         | Ubicat a | instància de | Detalls | coordenades                                                         | Protecció | Commons (més fotos) | Dades a WD                    |
| ------ | --------------------------- | -------- | ------------ | ------- | ------------------------------------------------------------------- | --------- | ------------------- | ----------------------------- |
|        | Granges d'en Joan Mercader  | Bàscara  | granja       |         | 42° 08′ 40″ N, 2° 54′ 19″ E / 42.1443610060345°N,2.90533724485138°E |           |                     | Modifica les dades a Wikidata |
|        | Granges d'en Lagresa        | Bàscara  | granja       |         | 42° 09′ 09″ N, 2° 54′ 17″ E / 42.1525744519606°N,2.90482875614529°E |           |                     | Modifica les dades a Wikidata |
|        | Granges d'en Prat           | Bàscara  | granja       |         | 42° 07′ 19″ N, 2° 54′ 24″ E / 42.1219540194827°N,2.90665297683633°E |           |                     | Modifica les dades a Wikidata |
|        | Granges d'en Vila d'Orriols | Bàscara  | granja       |         | 42° 07′ 22″ N, 2° 54′ 48″ E / 42.1228149540832°N,2.91343869922228°E |           |                     | Modifica les dades a Wikidata |
|        | Granja d'en Dalmau          | Bàscara  | granja       |         | 42° 09′ 32″ N, 2° 54′ 03″ E / 42.1588664968174°N,2.90076419413262°E |           |                     | Modifica les dades a Wikidata |
|        | Granja d'en Xec             | Bàscara  | granja       |         | 42° 09′ 27″ N, 2° 54′ 19″ E / 42.1574833666398°N,2.90532979503092°E |           |                     | Modifica les dades a Wikidata |

## masia
| imatge | Nom                            | Ubicat a | instància de | Detalls                                  | coordenades                                                                                      | Protecció                                  | Commons (més fotos)            | Dades a WD                    |
| ------ | ------------------------------ | -------- | ------------ | ---------------------------------------- | ------------------------------------------------------------------------------------------------ | ------------------------------------------ | ------------------------------ | ----------------------------- |
|        | Barraca d'en Romans            | Bàscara  | masia        |                                          | 42° 07′ 38″ N, 2° 55′ 11″ E / 42.1273408135241°N,2.91978444793184°E                              |                                            |                                | Modifica les dades a Wikidata |
|        | Ca l'Escofet                   | Bàscara  | masia        |                                          | 42° 09′ 26″ N, 2° 54′ 26″ E / 42.157349891367°N,2.90731514671424°E                               |                                            |                                | Modifica les dades a Wikidata |
|        | Ca l'Hortènsia                 | Bàscara  | masia        |                                          | 42° 08′ 11″ N, 2° 54′ 15″ E / 42.1364433659358°N,2.90416317753142°E                              |                                            |                                | Modifica les dades a Wikidata |
|        | Ca l'Hospital                  | Bàscara  | masia        |                                          | 42° 08′ 30″ N, 2° 55′ 48″ E / 42.1416226901802°N,2.92993176335654°E                              |                                            |                                | Modifica les dades a Wikidata |
|        | Ca la Carme                    | Bàscara  | masia        |                                          | 42° 07′ 42″ N, 2° 54′ 26″ E / 42.1284120430389°N,2.90712745935837°E                              |                                            |                                | Modifica les dades a Wikidata |
|        | Ca la Maria                    | Bàscara  | masia        |                                          | 42° 07′ 33″ N, 2° 54′ 21″ E / 42.1259702484615°N,2.90584857264795°E                              |                                            |                                | Modifica les dades a Wikidata |
|        | Ca la Màlia                    | Bàscara  | masia        |                                          | 42° 09′ 29″ N, 2° 54′ 32″ E / 42.1581166676018°N,2.90885132929174°E                              |                                            |                                | Modifica les dades a Wikidata |
|        | Ca la Rita                     | Bàscara  | masia        |                                          | 42° 07′ 56″ N, 2° 55′ 34″ E / 42.1321004011664°N,2.9259977304915°E                               |                                            |                                | Modifica les dades a Wikidata |
|        | Cal Bitxo                      | Bàscara  | masia        |                                          | 42° 09′ 21″ N, 2° 53′ 57″ E / 42.1557308318112°N,2.89912291074885°E                              |                                            |                                | Modifica les dades a Wikidata |
|        | Cal Cisteller                  | Bàscara  | masia        |                                          | 42° 09′ 28″ N, 2° 54′ 44″ E / 42.1578309846257°N,2.91208368928063°E                              |                                            |                                | Modifica les dades a Wikidata |
|        | Cal Fill de l'Hortènsia        | Bàscara  | masia        |                                          | 42° 08′ 12″ N, 2° 54′ 19″ E / 42.136777458705°N,2.90519123087541°E                               |                                            |                                | Modifica les dades a Wikidata |
|        | Cal Flequer                    | Bàscara  | masia        |                                          | 42° 09′ 31″ N, 2° 54′ 31″ E / 42.1586207469665°N,2.90849956576597°E                              |                                            |                                | Modifica les dades a Wikidata |
|        | Cal Guixater                   | Bàscara  | masia        |                                          | 42° 07′ 55″ N, 2° 54′ 04″ E / 42.1319735306205°N,2.90106027850431°E                              |                                            |                                | Modifica les dades a Wikidata |
|        | Cal Rabí                       | Bàscara  | masia        |                                          | 42° 08′ 04″ N, 2° 54′ 09″ E / 42.1344876126544°N,2.90255679479972°E                              |                                            |                                | Modifica les dades a Wikidata |
|        | Cal Ros                        | Bàscara  | masia        |                                          | 42° 07′ 36″ N, 2° 54′ 14″ E / 42.1266800625737°N,2.90380283295377°E                              |                                            |                                | Modifica les dades a Wikidata |
|        | Cal Sastre                     | Bàscara  | masia        |                                          | 42° 07′ 11″ N, 2° 54′ 12″ E / 42.1198436603325°N,2.90322039872747°E                              |                                            |                                | Modifica les dades a Wikidata |
|        | Can Besalís                    | Bàscara  | masia        |                                          | 42° 09′ 03″ N, 2° 55′ 29″ E / 42.1509230917381°N,2.92480178319682°E                              |                                            |                                | Modifica les dades a Wikidata |
|        | Can Besalú                     | Bàscara  | masia        |                                          | 42° 09′ 07″ N, 2° 55′ 34″ E / 42.1519236616206°N,2.92611988652459°E                              |                                            |                                | Modifica les dades a Wikidata |
|        | Can Bosc                       | Bàscara  | masia        |                                          | 42° 07′ 19″ N, 2° 54′ 07″ E / 42.1220132018187°N,2.90201940893412°E                              |                                            |                                | Modifica les dades a Wikidata |
|        | Can Casadevall                 | Bàscara  | masia        |                                          | 42° 07′ 05″ N, 2° 55′ 07″ E / 42.1181082914275°N,2.91852589501672°E                              |                                            |                                | Modifica les dades a Wikidata |
|        | Can Castellà                   | Bàscara  | masia        |                                          | 42° 07′ 02″ N, 2° 54′ 08″ E / 42.1173481205098°N,2.90234111672781°E                              |                                            |                                | Modifica les dades a Wikidata |
|        | Can Castellà Vell              | Bàscara  | masia        |                                          | 42° 07′ 18″ N, 2° 54′ 11″ E / 42.1215638746931°N,2.90319358547625°E                              |                                            |                                | Modifica les dades a Wikidata |
|        | Can Cos                        | Bàscara  | masia        |                                          | 42° 07′ 17″ N, 2° 54′ 12″ E / 42.1213209142252°N,2.903448007632°E                                |                                            |                                | Modifica les dades a Wikidata |
|        | Can Cuca                       | Bàscara  | masia        |                                          | 42° 09′ 27″ N, 2° 54′ 38″ E / 42.1573885577876°N,2.91064385456538°E                              |                                            |                                | Modifica les dades a Wikidata |
|        | Can Curós                      | Bàscara  | masia        |                                          | 42° 07′ 36″ N, 2° 54′ 23″ E / 42.1267453478074°N,2.90651285688223°E                              |                                            |                                | Modifica les dades a Wikidata |
|        | Can Garriga                    | Bàscara  | masia        |                                          | 42° 06′ 58″ N, 2° 54′ 33″ E / 42.1160747476698°N,2.9090930483414°E                               |                                            |                                | Modifica les dades a Wikidata |
|        | Can Gaspar                     | Bàscara  | masia        |                                          | 42° 07′ 33″ N, 2° 54′ 05″ E / 42.1259304310437°N,2.90133585122024°E                              |                                            |                                | Modifica les dades a Wikidata |
|        | Can Granollers                 | Bàscara  | masia        |                                          | 42° 09′ 00″ N, 2° 55′ 37″ E / 42.1500147499157°N,2.9268240915287°E                               |                                            |                                | Modifica les dades a Wikidata |
|        | Can Grau                       | Bàscara  | masia        |                                          | 42° 09′ 05″ N, 2° 55′ 33″ E / 42.1514820734191°N,2.92569677851781°E                              |                                            |                                | Modifica les dades a Wikidata |
|        | Can Joan Coix                  | Bàscara  | masia        |                                          | 42° 09′ 30″ N, 2° 54′ 45″ E / 42.1582095129867°N,2.91242209844394°E                              |                                            |                                | Modifica les dades a Wikidata |
|        | Can Joanola                    | Bàscara  | masia        |                                          | 42° 07′ 44″ N, 2° 54′ 27″ E / 42.1289888175119°N,2.90757428686159°E                              |                                            |                                | Modifica les dades a Wikidata |
|        | Can Llarg                      | Bàscara  | masia        |                                          | 42° 07′ 37″ N, 2° 54′ 13″ E / 42.1269591205584°N,2.90363302753559°E                              |                                            |                                | Modifica les dades a Wikidata |
|        | Can Marturià                   | Bàscara  | masia        |                                          | 42° 06′ 53″ N, 2° 54′ 11″ E / 42.1146108500975°N,2.90316787796429°E                              |                                            |                                | Modifica les dades a Wikidata |
|        | Can Mercader                   | Bàscara  | masia        |                                          | 42° 09′ 30″ N, 2° 54′ 29″ E / 42.1582962164511°N,2.90812478540827°E                              |                                            |                                | Modifica les dades a Wikidata |
|        | Can Motes                      | Bàscara  | masia        |                                          | 42° 07′ 13″ N, 2° 54′ 36″ E / 42.1202634621246°N,2.90998227860853°E                              |                                            |                                | Modifica les dades a Wikidata |
|        | Can Nardo                      | Bàscara  | masia        |                                          | 42° 09′ 25″ N, 2° 54′ 41″ E / 42.1570199050787°N,2.9114311674476°E                               |                                            |                                | Modifica les dades a Wikidata |
|        | Can Niscló                     | Bàscara  | masia        |                                          | 42° 09′ 07″ N, 2° 55′ 26″ E / 42.1518231112474°N,2.92385664196577°E                              |                                            |                                | Modifica les dades a Wikidata |
|        | Can Pepet Perneta              | Bàscara  | masia        |                                          | 42° 09′ 15″ N, 2° 54′ 40″ E / 42.1540474988695°N,2.91106008903511°E                              |                                            |                                | Modifica les dades a Wikidata |
|        | Can Perral                     | Bàscara  | masia        |                                          | 42° 07′ 34″ N, 2° 54′ 09″ E / 42.1261384694781°N,2.90237601201533°E                              |                                            |                                | Modifica les dades a Wikidata |
|        | Can Piarnau                    | Bàscara  | masia        |                                          | 42° 08′ 20″ N, 2° 54′ 07″ E / 42.1389542497263°N,2.90189648855015°E                              |                                            |                                | Modifica les dades a Wikidata |
|        | Can Pou                        | Bàscara  | masia        |                                          | 42° 07′ 37″ N, 2° 54′ 02″ E / 42.1268575427693°N,2.90069317714531°E                              |                                            |                                | Modifica les dades a Wikidata |
|        | Can Prat                       | Bàscara  | masia        |                                          | 42° 07′ 28″ N, 2° 54′ 20″ E / 42.1243309339249°N,2.90568162357348°E                              |                                            |                                | Modifica les dades a Wikidata |
|        | Can Prat Nou                   | Bàscara  | masia        |                                          | 42° 07′ 36″ N, 2° 54′ 21″ E / 42.1266547093768°N,2.9058112629432°E                               |                                            |                                | Modifica les dades a Wikidata |
|        | Can Prat Vell                  | Bàscara  | masia        |                                          | 42° 07′ 35″ N, 2° 54′ 20″ E / 42.1264113461345°N,2.9055817481586°E                               |                                            |                                | Modifica les dades a Wikidata |
|        | Can Rafel                      | Bàscara  | masia        |                                          | 42° 08′ 59″ N, 2° 55′ 57″ E / 42.1497841267447°N,2.93260966240641°E                              |                                            |                                | Modifica les dades a Wikidata |
|        | Can Ribes                      | Bàscara  | masia        |                                          | 42° 07′ 26″ N, 2° 54′ 25″ E / 42.1238005800896°N,2.90694062317046°E                              |                                            |                                | Modifica les dades a Wikidata |
|        | Can Sivilo                     | Bàscara  | masia        |                                          | 42° 09′ 10″ N, 2° 55′ 30″ E / 42.1527154883406°N,2.92498121717283°E                              |                                            |                                | Modifica les dades a Wikidata |
|        | Can Teixidor                   | Bàscara  | masia        |                                          | 42° 08′ 59″ N, 2° 54′ 43″ E / 42.1495990470777°N,2.91199825625282°E                              |                                            |                                | Modifica les dades a Wikidata |
|        | Can Trué                       | Bàscara  | masia        |                                          | 42° 07′ 27″ N, 2° 54′ 27″ E / 42.1241612885056°N,2.90749661575611°E                              |                                            |                                | Modifica les dades a Wikidata |
|        | Can Verd                       | Bàscara  | masia        |                                          | 42° 09′ 09″ N, 2° 55′ 28″ E / 42.1524629671127°N,2.92446105801953°E                              |                                            |                                | Modifica les dades a Wikidata |
|        | Mas Adroguer                   | Bàscara  | masia        |                                          | 42° 08′ 11″ N, 2° 55′ 59″ E / 42.1364728974234°N,2.93310780130782°E                              |                                            |                                | Modifica les dades a Wikidata |
|        | Mas Aleix                      | Bàscara  | masia        |                                          | 42° 08′ 43″ N, 2° 55′ 54″ E / 42.1453073587742°N,2.9316462266246°E                               |                                            |                                | Modifica les dades a Wikidata |
|        | Mas Barbosa                    | Bàscara  | masia        |                                          | 42° 07′ 31″ N, 2° 54′ 07″ E / 42.1251653800925°N,2.90191776441121°E                              |                                            |                                | Modifica les dades a Wikidata |
|        | Mas Besalú                     | Bàscara  | masia        |                                          | 42° 08′ 17″ N, 2° 55′ 37″ E / 42.1380272485442°N,2.9269347013644°E                               |                                            |                                | Modifica les dades a Wikidata |
|        | Mas Castelló                   | Bàscara  | masia        |                                          | 42° 07′ 09″ N, 2° 55′ 17″ E / 42.119059190276°N,2.9214496400838°E                                |                                            |                                | Modifica les dades a Wikidata |
|        | Mas Costa                      | Bàscara  | masia        |                                          | 42° 08′ 46″ N, 2° 53′ 50″ E / 42.146059153381°N,2.897211622744°E                                 |                                            |                                | Modifica les dades a Wikidata |
|        | Mas Figueroles                 | Bàscara  | masia        |                                          | 42° 08′ 16″ N, 2° 55′ 58″ E / 42.1377246803313°N,2.93291287030045°E                              |                                            |                                | Modifica les dades a Wikidata |
|        | Mas Japines                    | Bàscara  | masia        |                                          | 42° 08′ 12″ N, 2° 55′ 59″ E / 42.136688967393°N,2.93296236605886°E                               |                                            |                                | Modifica les dades a Wikidata |
|        | Mas Patiràs                    | Bàscara  | masia        |                                          | 42° 08′ 56″ N, 2° 54′ 03″ E / 42.148764249509°N,2.900838098254°E                                 |                                            |                                | Modifica les dades a Wikidata |
|        | Mas Rei                        | Bàscara  | masia        | Estil: arquitectura popular              | 42° 08′ 24″ N, 2° 55′ 20″ E / 42.14°N,2.92232°E                                                  | bé integrant del patrimoni cultural català |                                | Modifica les dades a Wikidata |
|        | Mas Sales                      | Bàscara  | masia        |                                          | 42° 07′ 12″ N, 2° 54′ 54″ E / 42.1200151007015°N,2.91499098764017°E                              |                                            |                                | Modifica les dades a Wikidata |
|        | Mas Serafí                     | Bàscara  | masia        |                                          | 42° 08′ 36″ N, 2° 55′ 56″ E / 42.143383323408°N,2.9323112139748°E                                |                                            |                                | Modifica les dades a Wikidata |
|        | Mas Soler                      | Bàscara  | masia        | Estil: arquitectura popular              | 42° 08′ 20″ N, 2° 55′ 35″ E / 42.138782°N,2.926354°E                                             | bé integrant del patrimoni cultural català |                                | Modifica les dades a Wikidata |
|        | Mas Ventura                    | Bàscara  | masia        |                                          | 42° 08′ 35″ N, 2° 54′ 46″ E / 42.1431150112982°N,2.91278175600377°E                              |                                            |                                | Modifica les dades a Wikidata |
|        | Mas Ventós                     | Bàscara  | masia        |                                          | 42° 09′ 29″ N, 2° 55′ 11″ E / 42.1580617180274°N,2.91968513775481°E                              |                                            |                                | Modifica les dades a Wikidata |
|        | Mas d'Espolla                  | Bàscara  | masia        | Estil: arquitectura popular              | 42° 08′ 38″ N, 2° 54′ 49″ E / 42.144°N,2.9137°E                                                  | bé integrant del patrimoni cultural català |                                | Modifica les dades a Wikidata |
|        | Mas del Sord                   | Bàscara  | masia        |                                          | 42° 08′ 24″ N, 2° 56′ 16″ E / 42.1399069480037°N,2.93771477028715°E                              |                                            |                                | Modifica les dades a Wikidata |
|        | Sant Nicolau                   | Bàscara  | masia        |                                          | 42° 08′ 20″ N, 2° 55′ 34″ E / 42.1388913400542°N,2.9261108349704°E                               |                                            |                                | Modifica les dades a Wikidata |
|        | Torre de Monells               | Bàscara  | masia        |                                          | 42° 08′ 51″ N, 2° 53′ 39″ E / 42.1475394418534°N,2.89407697957697°E                              |                                            |                                | Modifica les dades a Wikidata |
|        | can Costal                     | Bàscara  | masia        | Estil: arquitectura popular 18th century | 42° 08′ 53″ N, 2° 56′ 01″ E / 42.148053°N,2.93359°E ca:Veïnat de les Roques 61 msnm              | bé integrant del patrimoni cultural català | Can Costal                     | Modifica les dades a Wikidata |
|        | can Recasens                   | Calabuig | masia        | Estil: arquitectura popular 18th century | 42° 09′ 07″ N, 2° 55′ 33″ E / 42.151839°N,2.925846°E ca:C. Bell Aire, 1 124 msnm                 | bé integrant del patrimoni cultural català | Can Recasens                   | Modifica les dades a Wikidata |
|        | la Casanova                    | Bàscara  | masia        |                                          | 42° 07′ 44″ N, 2° 54′ 38″ E / 42.1288741207743°N,2.91058714623781°E                              |                                            |                                | Modifica les dades a Wikidata |
|        | molí nou de Calabuig i capella | Calabuig | masia        | Estil: arquitectura popular 17th century | 42° 09′ 38″ N, 2° 55′ 45″ E / 42.16045°N,2.929099°E ca:Al nord-est del nucli de Calabuig 51 msnm | bé integrant del patrimoni cultural català | Molí nou de Calabuig i capella | Modifica les dades a Wikidata |

## molí d'aigua
| imatge | Nom                   | Ubicat a | instància de | Detalls                     | coordenades                                                         | Protecció                                  | Commons (més fotos) | Dades a WD                    |
| ------ | --------------------- | -------- | ------------ | --------------------------- | ------------------------------------------------------------------- | ------------------------------------------ | ------------------- | ----------------------------- |
|        | Molí Vell             | Bàscara  | molí d'aigua |                             | 42° 09′ 02″ N, 2° 55′ 39″ E / 42.1505195475678°N,2.92751339759239°E |                                            |                     | Modifica les dades a Wikidata |
|        | Molí vell de Calabuig | Bàscara  | molí d'aigua | Estil: arquitectura popular | 42° 09′ 41″ N, 2° 55′ 45″ E / 42.1613°N,2.9291°E                    | bé integrant del patrimoni cultural català |                     | Modifica les dades a Wikidata |
|        | el Molí Nou           | Bàscara  | molí d'aigua |                             | 42° 09′ 39″ N, 2° 55′ 45″ E / 42.160796843612°N,2.92906324573052°E  |                                            |                     | Modifica les dades a Wikidata |

## muntanya
| imatge | Nom              | Ubicat a | instància de | Detalls | coordenades                                                         | Protecció | Commons (més fotos) | Dades a WD                    |
| ------ | ---------------- | -------- | ------------ | ------- | ------------------------------------------------------------------- | --------- | ------------------- | ----------------------------- |
|        | Puig Oriol       | Bàscara  | muntanya     |         | 42° 08′ 12″ N, 2° 54′ 51″ E / 42.13661111°N,2.91423333°E 168.4 msnm |           |                     | Modifica les dades a Wikidata |
|        | Puig de Grúfol   | Bàscara  | muntanya     |         | 42° 07′ 53″ N, 2° 54′ 25″ E / 42.1313°N,2.90698°E 169.2 msnm        |           |                     | Modifica les dades a Wikidata |
|        | Puig de Maçaneda | Bàscara  | muntanya     |         | 42° 08′ 18″ N, 2° 54′ 42″ E / 42.1382°N,2.91178°E 168.4 msnm        |           |                     | Modifica les dades a Wikidata |

## Misc
| imatge | Nom                   | Ubicat a                                | instància de      | Detalls                                                 | coordenades                                                                                                  | Protecció                                            | Commons (més fotos)         | Dades a WD                    |
| ------ | --------------------- | --------------------------------------- | ----------------- | ------------------------------------------------------- | --- | ---------------------------------------------------- | --------------------------- | ----------------------------- |
|        | Ajuntament de Bàscara | Bàscara                                 | casa consistorial | Estil: arquitectura popular                             | 42° 09′ 36″ N, 2° 54′ 38″ E / 42.1599°N,2.91044°E 65 msnm                                                    | bé integrant del patrimoni cultural català           | Ajuntament de Bàscara       | Modifica les dades a Wikidata |
|        | Fluvià                | Comarques gironines província de Girona | curs d'aigua      | Desemboca: mar Mediterrània Llarg: 70km Conca: 973.8km² | 42° 05′ 36″ N, 2° 27′ 33″ E / 42.0934°N,2.4591°E 42° 12′ 07″ N, 3° 06′ 38″ E / 42.2019°N,3.1106°E 2 msnm     |                                                      | Fluvià                      | Modifica les dades a Wikidata |
|        | Muralles de Bàscara   | Bàscara                                 | muralla urbana    | Estil: arquitectura popular                             | 42° 09′ 39″ N, 2° 54′ 36″ E / 42.1609°N,2.91001°E ca:Al voltant del nucli històric de la vila, sector nord   | bé d'interès cultural bé cultural d'interès nacional | Muralles de Bàscara         | Modifica les dades a Wikidata |
|        | Pont de Bàscara       | Bàscara                                 | pont              | Travessa: Fluvià                                        | 42° 09′ 43″ N, 2° 54′ 38″ E / 42.1619367453009°N,2.91057692810977°E                                          |                                                      |                             | Modifica les dades a Wikidata |
|        | Pou de les Aigües     | Bàscara                                 | pou               | Estil: arquitectura popular 19th century                | 42° 09′ 30″ N, 2° 54′ 33″ E / 42.158449°N,2.909264°E ca:Al bell mig del nucli urbà 67 msnm                   | bé integrant del patrimoni cultural català           | Pou de les Aigües (Bàscara) | Modifica les dades a Wikidata |
|        | Rectoria de Bàscara   | Bàscara                                 | rectoria          | Estil: arquitectura popular                             | 42° 09′ 38″ N, 2° 54′ 35″ E / 42.1606°N,2.90966°E 65 msnm                                                    | bé integrant del patrimoni cultural català           | Rectoria de Bàscara         | Modifica les dades a Wikidata |
|        | la Casa Marroca       | Bàscara                                 | nucli de població |                                                         | 42° 07′ 15″ N, 2° 54′ 16″ E / 42.120847622782°N,2.904510895417°E                                             |                                                      |                             | Modifica les dades a Wikidata |
|        | portal de Calabuig    | Calabuig                                | porta de ciutat   | Estil: arquitectura popular 16th century                | 42° 09′ 08″ N, 2° 55′ 32″ E / 42.152116°N,2.92568°E ca:C. de la Mosca, 3 - c. de l'Oli, 7, Calabuig 115 msnm | bé integrant del patrimoni cultural català           | Portal de Calabuig          | Modifica les dades a Wikidata |
|        | serra d'Orriols       | Bàscara Vilademuls                      | serra             |                                                         | 42° 07′ 07″ N, 2° 53′ 52″ E / 42.1187°N,2.89772°E 137.2 msnm                                                 |                                                      |                             | Modifica les dades a Wikidata |